# Chặng đua MotoGP Catalunya 2021
Chặng đua MotoGP Catalunya 2021 (tên chính thức 2021 Gran Premi Monster Energy de Catalunya) là chặng đua thứ bảy của mùa giải MotoGP 2021. Chặng đua được tổ chức ở trường đua  Circuit de Barcelona-Catalunya, Tây Ban Nha từ ngày 04 đến ngày 06 tháng 06 năm 2021. Người chiến thắng là Miguel Oliveira của đội đua Red Bull KTM.

## Diễn biến chính
Fabio Quartararo có lần thứ 5 liên tiếp giành được vị trí pole. Và sau vòng 1 thì tay đua Yamaha để rơi xuống vị trí thứ 5, trong khi Miguel Oliveira từ vị trí xuất phát P4 đã vươn lên dẫn đầu.
Đến vòng 12, Quartararo đòi lại vị trí dẫn đầu từ tay Oliveira nhưng lần này anh đã bị đối thủ phản công quyết liệt. Chỉ mất khoảng 3 vòng là Oliveira đã vượt lại Quartararo, từ đó dẫn đầu cho đến khi cán đích.
Gần như ngay sau đó, chiếc áo bảo hộ của Quartararo đột nhiên bị bung khóa và tấm lót ngực bị rơi ra ngoài. Johann Zarco nhân cơ hội vượt Quartararo để về đích ở vị trí thứ hai.
Ở những vòng đua cuối cùng, Quartararo lại phải đấu với Jack Miller cho vị trí thứ ba. Anh là người cán đích thứ ba, nhưng do bị phạt 3 giây vì lỗi chạy ra ngoài đường đua nên Quartararo bị giáng xuống P4, Miller được đôn lên P3. Sau khi cuộc đua kết thúc, Quartararo bị phạt thêm 3 giây do lỗi áo đấu. Kết quả chung cuộc của anh là P6.
Mặc dù vậy, trên BXH tổng, Quartararo vẫn giữ được vị trí dẫn đầu với 115 điểm.

## Kết quả
| Stt                         | Số xe | Tay đua           | Xe      | Lap | Thời gian | Xuất phát | Điểm |
| --------------------------- | ----- | ----------------- | ------- | --- | --------- | --------- | ---- |
| 1                           | 88    | Miguel Oliveira   | KTM     | 24  | 40:21.749 | 4         | 25   |
| 2                           | 5     | Johann Zarco      | Ducati  | 24  | +0.175    | 3         | 20   |
| 3                           | 43    | Jack Miller       | Ducati  | 24  | +1.990    | 2         | 16   |
| 4                           | 36    | Joan Mir          | Suzuki  | 24  | +5.325    | 10        | 13   |
| 5                           | 12    | Maverick Viñales  | Yamaha  | 24  | +6.281    | 6         | 11   |
| 6                           | 20    | Fabio Quartararo  | Yamaha  | 24  | +7.815    | 1         | 10   |
| 7                           | 63    | Francesco Bagnaia | Ducati  | 24  | +8.175    | 9         | 9    |
| 8                           | 33    | Brad Binder       | KTM     | 24  | +8.378    | 8         | 8    |
| 9                           | 21    | Franco Morbidelli | Yamaha  | 24  | +15.652   | 5         | 7    |
| 10                          | 23    | Enea Bastianini   | Ducati  | 24  | +19.297   | 17        | 6    |
| 11                          | 73    | Álex Márquez      | Honda   | 24  | +21.650   | 20        | 5    |
| 12                          | 10    | Luca Marini       | Ducati  | 24  | +22.533   | 19        | 4    |
| 13                          | 30    | Takaaki Nakagami  | Honda   | 24  | +27.833   | 14        | 3    |
| 14                          | 89    | Jorge Martín      | Ducati  | 24  | +29.075   | 15        | 2    |
| 15                          | 32    | Lorenzo Savadori  | Aprilia | 24  | +40.291   | 21        | 1    |
| Ret                         | 27    | Iker Lecuona      | KTM     | 16  | Accident  | 16        |      |
| Ret                         | 46    | Valentino Rossi   | Yamaha  | 15  | Accident  | 11        |      |
| Ret                         | 41    | Aleix Espargaró   | Aprilia | 10  | Accident  | 7         |      |
| Ret                         | 93    | Marc Márquez      | Honda   | 7   | Accident  | 13        |      |
| Ret                         | 9     | Danilo Petrucci   | KTM     | 5   | Accident  | 18        |      |
| Ret                         | 44    | Pol Espargaró     | Honda   | 4   | Accident  | 12        |      |
| OFFICIAL MOTOGP RACE REPORT |       |                   |         |     |           |           |      |

Nguồn: Trang chủ MotoGP